# Assunzione della Vergine con san Giovanni Battista e santa Caterina d'Alessandria
L'Assunzione della Vergine con san Giovanni Battista e santa Caterina d'Alessandria è un dipinto olio su tavola di Fra Bartolomeo, realizzato presumibilmente nel 1516 e conservato all'interno del Museo nazionale di Capodimonte, a Napoli.

## Storia e descrizione
La pala, menzionata anche da Giorgio Vasari, venne realizzata presumibilmente nel 1516, data che secondo le fonti era riportata sulla tavola: l'opera fu commissionata per la chiesa di Santa Maria in Castello a Prato. Nel 1800 venne requisita a Roma dal deposito della chiesa di San Luigi dei Francesi e acquistata da Domenico Venuti entrando a far parte della collezione borbonica e in seguito esposta nel museo di Capodimonte, nella sala 10.
L'opera mantiene i canoni tipici di Fra Bartolomeo, ossia una composizione simmetrica e l'uso di colori tenui della pittura devozionale voluta dal pittore, ispirandosi ai modelli di Raffaello Sanzio. Al centro della tavola è raffigurata l'Assunzione di Maria, il cui disegno preparatorio è conservato alla Galleria degli Uffizi a Firenze, contornata da angeli, mentre ai suoi piedi, in ginocchio e poggiati al sepolcro con all'interno dei fiori, sulla sinistra Giovanni Battista, figura che si discosta dal resto dell'opera ispirandosi per lo più alla pittura di Leonardo da Vinci, e sulla destra Caterina d'Alessandria. La parte alta della tavola è caratterizzata da un fondo oro, tecnica messa a punto dall'artista durante il suo soggiorno a Venezia nel 1508.